# Samantha Fisher
Samantha Tru Fisher Conde (Simi Valley, California, Estados Unidos, 26 de agosto de 1999) es una jugadora profesional estadounidense nacionalizada salvadoreña quien juega como centrocampista en el club italiano Sassuolo y la Selección femenina de fútbol de El Salvador.

## Primeros años de vida
Fisher asistió a la escuela secundaria Grace Brethren en Estados Unidos. Tiene dos hermanas mayores.

## Carrera de futbolista

### En el extranjero
Fisher es internacional salvadoreña. Puede representar al país por su madre y sus abuelos.

### A nivel de clubes
En 2022, Fisher debutó en el club estadounidense Chicago Red Stars de la National Women's Soccer League (NWSL) hasta su retiro en 2024. En julio del 2024, debutó en el fútbol europeo con el club italiano Sassuolo de la Serie A Femminile eBay.

## Vida personal
Fisher nació en 1999 en Estados Unidos. Es originaria de Simi Valley, California.

## Clubes
| Club              | País           | Año           |
| ----------------- | -------------- | ------------- |
| Chicago Red Stars | Estados Unidos | 2022-2024     |
| Sassuolo          | Italia         | 2024-presente |